# Conversa de bois

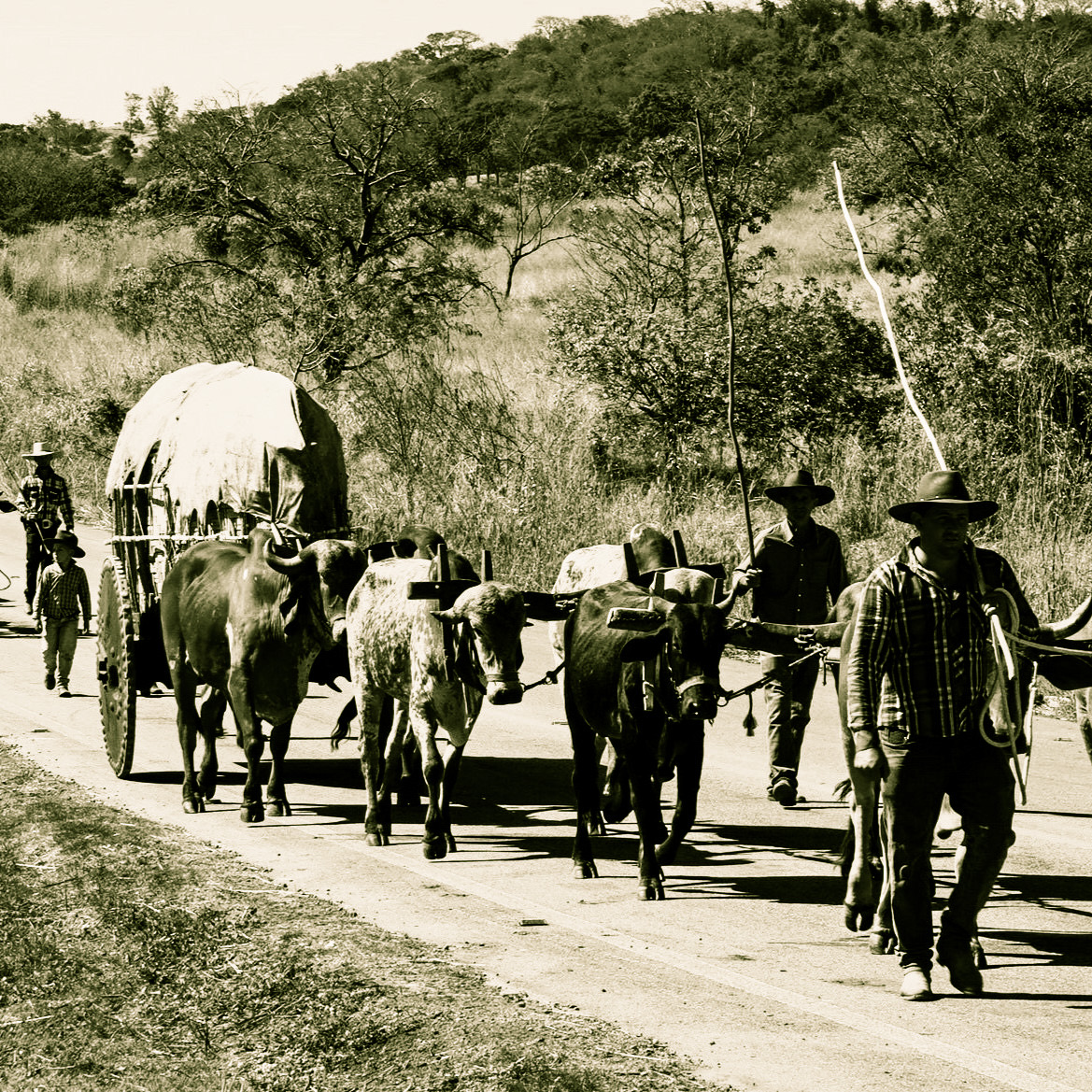
Carro de boi nos sertões de Goiás

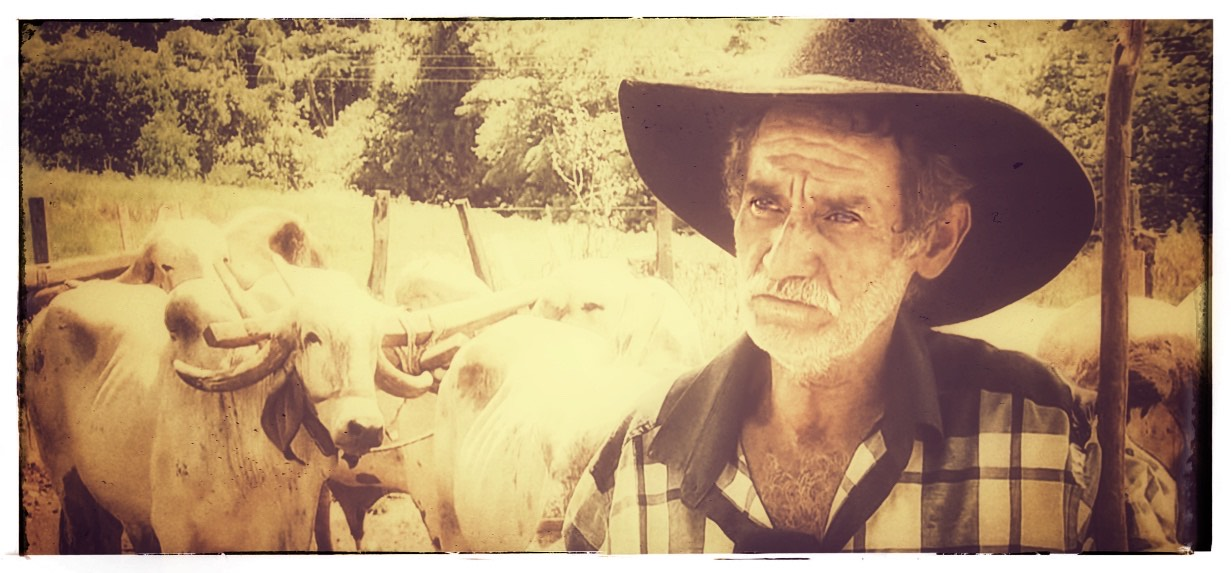
Carreiro de boi

"Conversa de bois" é um conto que integra o livro Sagarana, de Guimarães Rosa, publicado em 1946,  pela Editora Universal, do Rio de Janeiro. Criado como uma fábula, o conto narra uma longa conversa entre bois carreiros, que se passou no tempo em que os animais conversavam entre si e com os homens, segundo esclarece o escritor mineiro.

Diz Guimarães Rosa, na abertura do conto:
Que já houve um tempo em que eles conversavam, entre si e com os homens, é certo e indiscutível, pois que bem comprovado nos livros das fadas carochas. Mas hoje-em-dia, agora, agorinha mesmo, aqui, aí, ali e em toda parte, poderão os bichos falar e serem entendidos, por você, por mim, por todo o mundo, por qualquer um filho de Deus?!

## Sinopse
O conto narra a viagem de um carro de boi, pelo sertão mineiro, - da fazenda até ao arraial, passando pela “encruzilhada da Ibiúva, após a cava do Mata-Quatro e depois da Fazenda dos Caetanos”. Transportavam, por “seis léguas apuradas”, uma carga de rapadura e, sobre ela, o caixão com o defunto de Jenuário, pai do menino Tiãozinho e  antigo guia dos bois de Agenor Soronho. .
Protagonista da estória, o menino Tiãozinho faz o trabalho de guia, à frente da junta de bois, carregando a sua tristeza, pela morte do pai, que morreu doente, cego e paralítico; pela morte de Didico, um menino que também era guia de bois, como ele ("Tinha só dez anos o Didico, menor do que Tiãozinho"). Tiãozinho tinha outros motivos para a sua tristeza: os maus tratos, as humilhações, as ofensas a que, desde sempre, na sua curta vida de criança, foi submetido por Agenor Soronho. 

Soronho, homem maligno, dono dos bois e da fazenda, maltratava o menino Tiãozinho e os animais. Ele sustentava a família do menino e está interessado em se tornar amante da viúva, com quem já mantivera certas relações, durante a doença do pai de Tiãozinho.... Na viagem, ao cochilar perto dos bois, Tiãozinho manifesta o desejo da morte de Soronho. 
Enlameado até à cintura, Tiãozinho cresce de ódio. Se pudesse matar o carreiro... Deixa eu crescer!... Deixa eu ficar grande!... Hei de dar conta deste danisco... Se uma cobra picasse seu Soronho... Tem tanta cascavel nos pastos... Tanta urutu, perto de casa... Se uma onça comesse o carreiro, de noite... Um onção grande, da pintada... Que raiva!... 
Os personagens do mundo animal são a irara Risoleta, um cachorrinho-do-mato que observa a passagem da comitiva e depois conta o que viu para Manoel Timborna; os bois Buscapé e Namorado, Capitão e Brabagato, Dançador e Brilhante, Realejo e Canindé, que formam, aos pares, a junta de oito bois. Tem ainda o boi Rodapião, pensador, cheio de ideias, que morreu por pensar como o homem. Outros personagens secundários, entre os animais,  são o boi Tubarão, irmão de Brilhante, que morreu "ervado de timbó" e os bois Tinhorão, Marechal, Cantagalo e Murici. que formavam a junta de um outro carro de boi, com quem cruzaram na estrada. Estes outros bois não participaram das conversas. 
Um dos encantos da estória é a conversa dos bois carreiros. Eles não só conversam, mas também tem consciência de si, dos seus pensamentos e da sua relação com os homens, de quem não gostam. São filósofos, à moda dos bois. Os bois de Guimarães Rosa, segundo observa o professor ABREU, “são metafísicos, existencialistas, dissertam sobre a condição humana, as suas nuanças, as suas complexidades".
Brilhante, um boi mestiço, todo preto, (“de pelagem braúna, retinto”), que sofre nos dias de muito calor, é quem começa a conversa. O boi preto, que as vezes fala dormindo, “coçou  calor, e aí teve certeza da sua própria existência”. Certo e consciente do seu ser, filosofa: –  “Nós somos bois... Bois-de-carro... Os outros, que vem em manadas, para ficarem um tempo-das-águas pastando na invernada (...) esses não são como nós...’ Brabagato responde e apoia: – “Eles não sabem que são bois... “
O boi Canindé entra na conversa: “Os bois soltos não pensam como o homem. Só nós, bois-de-carro, sabemos pensar como o homem!“. Realejo responde, em um resmungo: - “É ruim ser boi de carro. É ruim viver perto dos homens... As coisas ruins são do homem: tristeza, fome, calor- tudo, pensado, é pior...” Em outro ponto da conversa, o boi Brilhante conta aos outros a estória do boi Rodapião, que morreu por pensar como os homens.
Os bois estão solidários com o menimo-guia Tiãozinho, conversam entre si, tramam uma vingança. "O homem está dormindo, assentado na ponta do carro...o homem está escorregando do chifre do carro... Se ele cair ele morre... Se o carro desse um abalo maior... Se todos nós corrêssemos ao mesmo tempo... O homem do pau-comprido rolaria para o chão .. Agora! agora!"
Soronho teve um fim dramático: no meio do caminho, dormindo, sofreu uma queda e foi atropelado pela roda do carro de bois. "Agenor Soronho tinha o sono sereno, a roda esquerda lhe colhera mesmo o pescoço, e a algazarra não deixou que se ouvisse xingo ou praga - assim não se pôde saber ao certo se o carreiro despertou ou não, antes de desencarnar".
“Meu Deus! Como é que foi isto?!... Minha Nossa Senhora!...” Tiãozinho  ficou atordoado, se sentiu culpado. Mas depois seguiu em paz, aliviado. “Tiãozinho – nunca houve melhor menino candieiro – vai em corridinha, maneira, porque os bois com a fresca, aceleram”.
O professor Willi Bolle, do departamento de Letras Modernas da Faculdade de Filosofia e Ciências Humanas da USP, em conversa com Ederson Granetto sobre a vida e a obra de Guimarães Rosa, aconselha aos que querem conhecer a obra do escritor mineiro: “– Comecem pelos contos”.

## Guimarães Rosa, um fabulista brasileiro
Com uma linguagem, ao mesmo tempo, regional e universalista, Guimarães Rosa escreveu romances, contos, novelas e, com frequência utilizou-se da fábula. O conto Conversa de bois é um exemplo, tendo todas as características de uma fábula: é um texto ficcional e os animais, protagonistas do conto, tem comportamentos antropomórficos, tão próprio das fábulas. 

O próprio escritor mineiro, na entrevista que concedeu a Günter Lorenz, em janeiro 1965, durante o Congresso de Escritores Latino-Americanos, define-se como um fabulista e fala das suas raízes de homem do sertão e da sua natureza de contador de estórias:
Veja você, Lorenz, nós, os homens do sertão, somos fabulistas por natureza. Está no nosso sangue narrar estórias; já no berço recebemos esse dom para toda a vida. Desde pequenos, estamos constantemente escutando as narrativas multicoloridas dos velhos, os contos e lendas, e também nos criamos em um mundo que às vezes pode se assemelhar a uma lenda cruel. Deste modo a gente se habitua, e narrar estórias corre por nossas veias e penetra em nosso corpo, em nossa alma, porque o sertão é a alma de seus homens. Assim, não é de estranhar que a gente comece desde muito jovem. Deus meu! No sertão, o que pode uma pessoa fazer do seu tempo livre a não ser contar estórias?
Carlos Drumond de Andrade, no poema Um chamado João, publicado no Correio da Manhã, de 22 de novembro de 1967, três dias após a morte de Guimarães Rosa, também se refere ao escritor mineiro como um fabulista:  “João era um fabulista? / Fabuloso? / Fábula? / Sertão místico disparando / No exílio da linguagem comum?”

## Zooliteratura
O conto Conversa de bois é um exemplo de literatura animalista brasileira, gênero que Guimarães Rosa é um dos maiores representantes. A literatura animalista, ou zooliteratura, termo usado pela pesquisadora Maria Esther Maciel, no livro "Literatura e Animalidade", trata de temas ligados aos animais e, muito frequentemente, da sua relação com os homens.
Maria Esther Maciel observa que houve, na literatura em geral, uma mudança de parâmetros no trato da questão dos animais, da animalidade e das relações entre humanos e não humanos. Antes demonizados, tratados como bestas, os animais agora são considerados, por muitos, como seres dotados de sensibilidade e inteligência. 

Um exemplo dessa nova visão é, segundo a autora, o escritor Guimarães Rosa:
"A Guimarães Rosa não interessava apenas escrever sobre os animais, convertê-los em simples construtos literários, mas também procurou abordá-los como sujeitos dotados de sensibilidade, inteligência e conhecimentos sobre o mundo. Seu olhar sobre a outridade animal, como atestam inúmeras narrativas de sua autoria, está atravessado por um compromisso ético e afetivo com esses viventes. E é nesse sentido que ele pode ser considerado o maior animalista da literatura brasileira do século 20".
Se aqui, no conto Conversa de bois, Guimarães Rosa, penetra na alma dos bois, revelando que, como seres sensíveis e inteligentes,  eles pensam, conversam entre si e filosofam; em um outro conto – o Meu tio o Iauaretê -, o escritor mineiro dá vida à onça-pintada, o jaguaretê, na língua tupi. Lá, no Iauaretê, as onças - segundo a visão de Walnice Nogueira Galvão - são tratadas como seres mitológicos, jaguares míticos, parentes de alguns homens, como o mestiço Beró, protagonista da estória.